# جيوفري ماركس
جيوفري ماركس (15 نوفمبر 1864 - 25 أغسطس 1938) (بالإنجليزية: Geoffrey Marks)‏ هو لاعب كريكت بريطاني.